# Jerry Herman
Jerry Herman (Nueva York, 10 de julio de 1931-Miami, Florida, 26 de diciembre de 2019) fue un compositor y letrista estadounidense, conocido por su trabajo de teatro musical en Broadway. 

## Carrera artística
Compuso las puntuaciones de los musicales hit de Broadway Hello, Dolly!, Mame y La Cage aux Folles. Fue nominado para el premio Tony cinco veces, y ganó dos veces, por Hello, Dolly! y La Cage aux Folles. En 2009 recibió el premio Tony por su trayectoria en el teatro. Él es un receptor de los Premios Kennedy de 2010.

## Fallecimiento
Diagnosticado de VIH en los años 1980, falleció en el hospital de Miami, a los ochenta y ocho años, a consecuencia de una complicación pulmonar derivadas del VIH.